# Велика Полана (община)
Община Велика Полана (словен. Občina Velika Polana) — одна з общин Словенії. Адміністративним центром є місто Велика Полана.

## Населення
У 2011 році в общині проживало 1485 осіб, 727 чоловіків і 758 жінок. Чисельність економічно активного населення (за місцем проживання), 554 осіб. Середня щомісячна чиста заробітна плата одного працівника (EUR), 895,36 (в середньому по Словенії 987.39). Приблизно кожен другий житель у громаді має автомобіль (49 автомобілі на 100 жителів). Середній вік жителів склав 42,9 роки (в середньому по Словенії 41.8). 